# Une course d'obstacles
 (avril 2019).
Si vous disposez d'ouvrages ou d'articles de référence ou si vous connaissez des sites web de qualité traitant du thème abordé ici, merci de compléter l'article en donnant les références utiles à sa vérifiabilité et en les liant à la section « Notes et références ».
Une course d’obstacles est un court métrage français réalisé par Alice Guy en 1906.

## Synopsis
À l’occasion d’une fête de village, M. le Maire, ceint de son écharpe tricolore, et le garde-champêtre, roulant du tambour, haranguent la foule du haut de l’estrade où ils sont juchés. De nombreux lots sont présentés : il y en a pour 1 000 francs. Enthousiastes, les nombreux participants sont impatients de partir : il y a ainsi un faux départ auquel le garde-champêtre a vite faite de mettre bon ordre, en tançant le concurrent trop pressé.
Le vrai départ est enfin donné. Après quelques mètres de course, la première épreuve : il faut passer au travers de tonneaux ouverts couchés par terre. Les plus doués n’hésitent pas et foncent la tête la première, les plus audacieux profitent d’un moment d’inattention des juges pour littéralement rouler leurs adversaires. Une nouvelle brève course et voici la deuxième épreuve : il faut se vêtir le plus vite possible d’effets trouvés dans des valises fermées disposées au sol. Des hommes se retrouvent ainsi habillés en femme et vice-versa, quand ce n’est pas avec des tenues plus excentriques encore. Gare à celui ou à celle qui ne trouve pas chaussure à son pied : c’est l’élimination. 
Encore une course et c’est la troisième et dernière épreuve : le franchissement d’un mur. Toujours galants, M. le Maire et le garde-champêtre offrent leurs services pour aider certaines de ces dames à garder leur dignité dans cet exercice, mais les autres concurrents n’ont qu’à se débrouiller et tant pis pour les retardataires : il faut continuer à surveiller la course. Pour la dernière ligne droite, on doit traverser un pré dans lequel paissent paisiblement des moutons. Le troupeau a vite fait d’être dispersé par le passage de l’équipée joyeuse et bigarrée. À l'arrivée, les concurrents en viennent aux mains pour se partager les lots convoités.

## Analyse
Alice Guy exploite ici la force comique de la course-poursuite qui fera les beaux jours du cinéma burlesque américain, dont l’œuvre de Mack Sennett. 

## Fiche technique
- Titre : Une course d’obstacles
- Réalisation : Alice Guy
- Société de production : Société L. Gaumont et compagnie
- Pays d'origine :  France
- Genre :  Saynète humoristique, film de course-poursuite
- Durée : 5 minutes
- Date de sortie : 1906
- Licence : Domaine public

## Autour du film
Le film est tourné en extérieur : on voit ainsi les drapeaux français qui balisent les différentes épreuves flotter au vent. Comme souvent en ces débuts du cinéma, les acteurs doivent être des artistes de cirque ou de music-hall car les concurrents de la course se livrent à de vraies acrobaties lors de l’épreuve des tonneaux ou lors du franchissement du mur.